# Середнє гармонійне зважене
Середнє гармонійне зважене — різновид середнього значення, узагальнення середнього гармонійного. Для набору дійсних чисел {\displaystyle x_{1},\ldots ,x_{n}} з дійсними вагами {\displaystyle w_{1},\ldots ,w_{n}} визначається як
{\displaystyle {\bar {x}}=\sum _{i=1}^{n}w_{i}{\bigg /}\sum _{i=1}^{n}{\frac {w_{i}}{x_{i}}}}
У тому разі, коли всі ваги рівні між собою, середнє гармонійне зважене дорівнює середньому гармонійному.
Існують також зважені версії для інших середніх величин. Найвідоміше — середнє арифметичне зважене.

## Приклад: середня швидкість
Якщо тіло проходить ділянку шляху довжини {\displaystyle s_{1}} зі швидкістю {\displaystyle v_{1}}, наступну ділянку шляху довжини {\displaystyle s_{2}} — зі швидкістю {\displaystyle v_{2}} і так далі до останньої ділянки шляху довжини {\displaystyle s_{n}}, яка проходиться зі швидкістю {\displaystyle v_{n}}, то середня швидкість руху тіла на всьому шляху (довжини {\displaystyle s_{1}+s_{2}+\ldots +s_{n}}) дорівнює зваженому середньому гармонійному швидкостей {\displaystyle v_{1},\ldots ,v_{n}} з набором ваг {\displaystyle s_{1},\ldots ,s_{n}}:
{\displaystyle v_{cp}=\sum _{i=1}^{n}s_{i}{\bigg /}\sum _{i=1}^{n}{\frac {s_{i}}{v_{i}}}} .